# Регбі на Всесвітніх іграх

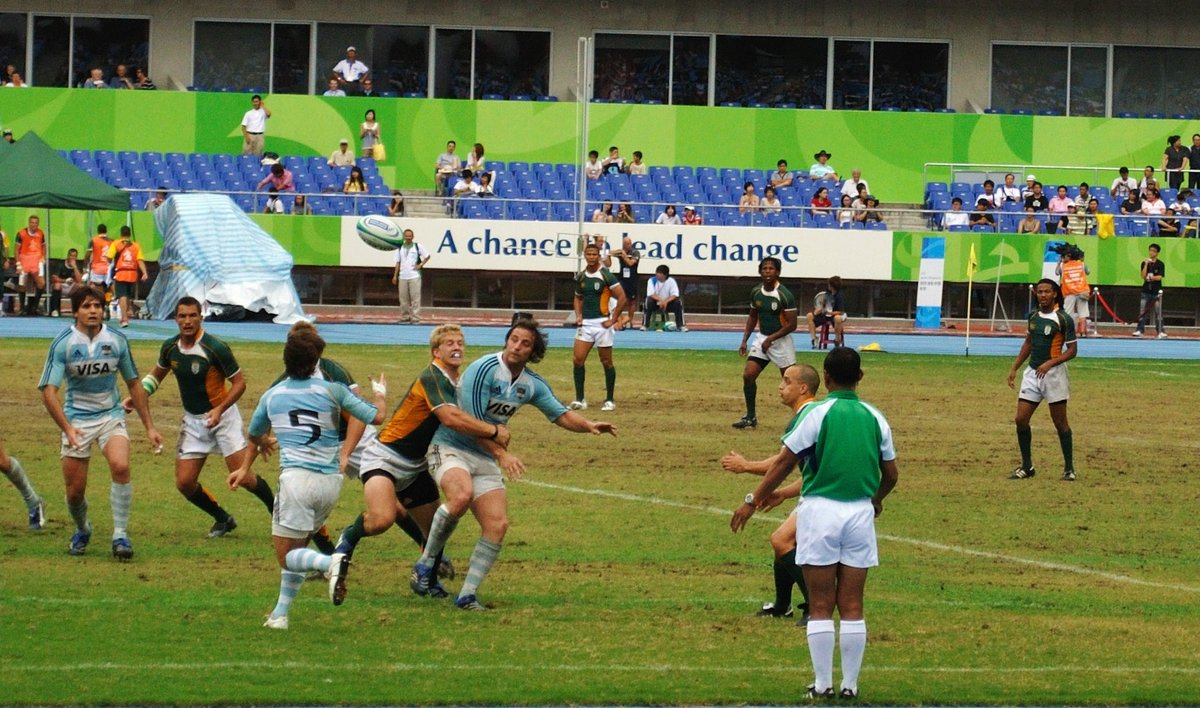
Матч з регбі-7 між командами Південної Африки і Аргентини на Всесвітніх іграх

Регбі-7 на Всесвітніх іграх було представлене як спорт для чоловіків на Всесвітніх іграх 2001 року в Акіті. Жодна жіноча команда не брала участі в регбі на Всесвітніх іграх. Всесвітні Ігри 2013 року були останніми, які представляли цей вид спорту, а саме регбі-7 стало повноцінним видом спорту на Олімпійських іграх 2016 року.

## Медалісти
| Games         | Золото      | Срібло           | Бронза              |
| ------------- | ----------- | ---------------- | ------------------- |
| 2001 Акіта    | Фіджі (FIJ) | Австралія (AUS)  | Нова Зеландія (NZL) |
| 2005 Дуйсбург | Фіджі (FIJ) | ПАР (RSA)        | Аргентина (ARG)     |
| 2009 Гаосюн   | Фіджі (FIJ) | Португалія (POR) | ПАР (RSA)           |
| 2013 Калі     | ПАР (RSA)   | Аргентина (ARG)  | Канада (CAN)        |

## Фінал турніру
| 2001 | Акіта    | Фіджі | 35–19 | Австралія  | Нова Зеландія | 19–10 | Франція         | [ 1 ] [ 2 ] |
| 2005 | Дуйсбург | Фіджі | 31–26 | ПАР        | Аргентина     | 22–10 | Велика Британія | [ 3 ]       |
| 2009 | Гаосюн   | Фіджі | 43–10 | Португалія | ПАР           | 17–0  | Аргентина       | [ 4 ] [ 5 ] |
| 2013 | Калі     | ПАР   | 33–24 | Аргентина  | Канада        | 33–21 | Франція         | [ 6 ] [ 7 ] |